# 中西一清 朝どれラジオ
『中西一清 朝どれラジオ』（なかにしいっせいあさどれラジオ）は2014年4月5日から2018年12月29日までRKB毎日放送（RKBラジオ）で放送されていた農業情報番組である。

## 番組概要
ラジオパーソナリティーとして活躍する傍ら農業経験も豊富である中西が、エリアで頑張る農家を応援する番組。

## 放送時間
宗教番組等との兼ね合いで改編期のたびに放送時間が変更されている。
| 期間                   | 放送時間           |
| ---------------------- | ------------------ |
| 2014年4月 - 2014年9月  | 土曜日 6:00 - 6:30 |
| 2014年10月 - 2015年3月 | 土曜日 5:30 - 6:00 |
| 2015年4月 - 2016年3月  | 日曜日 5:00 - 5:45 |
| 2016年4月 - 2016年9月  | 日曜日 5:00 - 5:40 |
| 2016年10月 - 2017年3月 | 日曜日 5:00 - 5:35 |
| 2017年4月 - 8月        | 土曜日 5:00 - 5:45 |
| 2017年9月 - 2018年12月 | 土曜日 5:00 - 5:30 |

## パーソナリティ
- 中西一清
- 久米ゆき（2017年4月から）

### 過去のパーソナリティ
- 田中みずき（放送開始から2017年3月まで）

## コーナー
- 今週の朝どれニュース…中西が気になったニュースを紹介するコーナー。
- 一清の農園だより…番組の農園について中西が現状報告をするコーナー。
- みずきの歳時記…田中が季節の話題を紹介するコーナー。
- 今週の朝どれ人…地域で頑張る農家を紹介するコーナー。
- あなたの朝どれだより…リスナーからのメッセージを紹介するコーナー。

## エピソード
- 2016年春のRKB番組表には、当番組のパーソナリティーとして田中ではなく福田典子が紹介されており、番組ウェブサイトの写真も一時期中西と福田のものに差し替えられた[1]。このため田中は2016年3月をもって降板するものと思われたが、実際には田中は4月以降も引き続き当番組に出演している。同年夏の番組表では、当番組のパーソナリティーは再び中西と田中である旨の記載に戻り[2]、一方で福田はRKBを退社しテレビ東京へと移籍した。
- 番組の末期は中西のがんによる病気療養のため、福岡県の農業関係者が代理のパーソナリティを勤めていたが、2018年12月29日の最終回のエンディングで中西が2018年11月20日に死去したことが発表された[3]。アシスタントの久米によると、中西が亡くなる数日前にも収録したのこと[4][5]。